# Банк Ренесанс Капітал
Банк Ренесанс Капітал — колишній комерційний банк України, що здійснював свою діяльність під торговою маркою Ренессанс Кредит. ПАТ «Банк Ренесанс Капітал» зареєстровано Національним банком України на початку 2006 року. Банк здійснював свою діяльність на основі ліцензії НБУ від 17.10.2011.
Згідно з планами Систем кепітал менеджмент, власника банку, Банк Ренесанс капітал в 2016 році був об'єднаний з банком ПУМБ, що також входить у цю групу. 

## Діяльність
Банк Ренесанс капітал почав свою діяльність в 2006 році, коли видав перший споживчий кредит. З 2009 року компанія працювала в Республіці Білорусь, і розширювала свою присутність в регіоні Центральної та Східної Європи. З 2009 року компанія надає різні депозитні продукти для фізичних осіб. У 2016 році був об'єданий із банком ПУМБ.